# Lotten Seelig
Lotten Jenny Anne-Marie Seelig (född Seelig, senare gift i turordning Lundberg, Sandberg och Sandgren), född 31 juli 1867 i Stockholm, död 11 april 1924 i Stockholm, var en svensk skådespelare.  

## Biografi
Lotten Seelig var dotter till bokhandlaren Hartvig Victor Robert Seelig. Hon genomgick 1884 kungliga teatrarnas elevskola och debuterade 1885 som Hedvig i det första svenska uppförandet av  i Vildanden. Hon erhöll generellt god kritik, och kom att bli ansedd som en av sin generations främsta Ibsentolkare och framträdde i flera huvudroller, bland annat som Fru Alfving i Gengångare, Sigrid i Kungsämnena, Fru Elvsted i Hedda Gabler, Nora i Ett dockhem samt Lona Hessel och Dina Dorf i Samhällets pelare. Hon var engagerad vid Dramatiska teatern 1885–1887, därefter var hon verksam vid Svenska Teatern i Helsingfors under August Lindbergs ledning 1887–1889. Här spelade hon bland annat Gertrud i Drachmanns Strandbybor och Loyse i Théodore de Banvilles Gringiore. Hon följde därefter August Lindberg under ett år för att sedan fortsätta till Svenska teatern i Stockholm där hon var verksam fram till 1891. Här hade hon framgångar som Iza i Alexandre Dumas den yngres Bildhuggaren Clémenceau, och hennes anseende som karaktärsskådespelare steg med åren. 1891–1895 var hon åter knuten till Dramaten, där hon utnämndes till premiäraktris 1892. Här van hon särskilt uppmräksamhet för temperamentsfyllda kvinnofigurer, bland hennes framgångar märks titelrollen i José Echegarays Mariana och Mathilda i hans Offrad. Andra framgångar var Kerstin i Ernst Lundquists Lilla professorskan, Alma i Sudermanns Ära, Inga Eos i Anna Wahlenbergs Farbror Pål och Ebba Reutercrona i Topeliu's Efter femtio år. Våren 1898 lämnade hon åter Dramatiska teatern. Hon gästpelade 1898–1903 hos Emil von der Ostens resande teatersällskap och hade därefter 1904–1908 ett eget sällskap. Under dessa år fick hon uppmärksamhet genom titelrollerna i P. Bertous Za-Za och Stridbergs Fröken Julie, Margaretha i Goethes Faust, Johanna i Schillers Orleanska jungfrun, Henriette i Stridbergs Brott och brott och Regina von Emmeritz i Topelius' skådespel med samma namn. Han tillhörde de Ranftska scenerna 1908–1917 och spelade på Svenska teatern bland annat Karen i Björnsons Geografi och kärlek och titelrollen i Bissons Madame X. Den sistnämnda enligt samtida kritiker hennes främsta sceniska prestation. 1917–1923 var Seelig anställd vid Lorensbergsteatern i Göteborg, där hon även fungerade som instruktris. Under sitt sista levnadsår bedrev hon teaterpedagogisk verksamhet i Stockholm.
Hon var 1893–1899 med genremålaren Robert Lundberg, 1906–1912 med skådespelaren Harald Sandberg, med vilken hon fick dottern Stina Seelig, och från 1913 till sin död med hovrättsnotarie Torsten Sandgren (1889–1965). Hon var mor till skådespelaren Paul Seelig, vars far var skådespelaren Emil von der Osten.

## Teater

### Roller (ej komplett)
| År   | Roll           | Produktion                                                              | Regi            | Teater                       |
| ---- | -------------- | ----------------------------------------------------------------------- | --------------- | ---------------------------- |
| 1891 | Inga           | Bröllopet på Ulfåsa Frans Hedberg                                       | Harald Molander | Svenska teatern, Stockholm   |
| 1892 | Agnes Hiller   | Krig i fred (Krieg im Frieden) Gustav von Moser och Franz von Schönthan |                 | Dramatiska Teatern           |
| 1893 | Ella von Staff | Hjärter dam Max Bernstein                                               |                 | Svenska Teatern, Helsingfors |
| 1893 | Charlotte      | Gamla synder Adolf Paul                                                 |                 | Svenska Teatern, Helsingfors |
| 1909 | Fröken Hansen  | Bröderna Hansen Edgard Høyer                                            | Peter Fjelstrup | Östermalmsteatern            |
| 1910 |                | Ybeck Ludvig Nordström                                                  |                 | Svenska teatern, Stockholm   |
| 1910 |                | Den bergtagna Ernst Ahlgren och Axel Lundegård                          |                 | Svenska teatern, Stockholm   |
| 1914 | Armida         | Den fule Ferante Sabatino Lopez                                         | Emil Grandinson | Intima teatern               |
| 1914 | Fru X          | Den starkare August Strindberg                                          | Emil Grandinson | Intima teatern               |
| 1915 | Frun           | Kärleken till nästan Gunnar Heiberg                                     | Emil Grandinson | Intima teatern               |
| 1919 |                | Sanningen Clyde Fitch                                                   | Per Lindberg    | Lorensbergsteatern           |
| 1922 | Fru Hamelin    | Bröllopsdagar Paul Géraldy                                              | Per Lindberg    | Lorensbergsteatern           |